# São José do Barreiro
São José do Barreiro is een gemeente in de Braziliaanse deelstaat São Paulo. De gemeente telt 4.490 inwoners (schatting 2009).

## Aangrenzende gemeenten
De gemeente grenst aan Arapeí, Areias, Bananal, Cunha, Angra dos Reis (RJ) en Resende (RJ).